# Campionati austriaci di sci alpino 1982
I Campionati austriaci di sci alpino 1982 si svolsero a Bad Kleinkirchheim dal 17 al 21 febbraio; furono assegnati i titoli di discesa libera, slalom gigante, slalom speciale e combinata, sia maschili sia femminili.

## Risultati

### Uomini

#### Discesa libera
| Pos. | Atleta            | Nazione |
| ---- | ----------------- | ------- |
| 1    | Harti Weirather   | Austria |
| 2    | Peter Wirnsberger | Austria |
| 3    | Franz Klammer     | Austria |

Data: 17 febbraio

#### Slalom gigante
| Pos. | Atleta              | Nazione |
| ---- | ------------------- | ------- |
| 1    | Franz Gruber        | Austria |
| 2    | Hans Enn            | Austria |
| 3    | Christian Orlainsky | Austria |

Data: 20 febbraio

#### Slalom speciale
| Pos. | Atleta         | Nazione |
| ---- | -------------- | ------- |
| 1    | Anton Steiner  | Austria |
| 2    | Hubert Strolz  | Austria |
| 3    | Helmut Gstrein | Austria |

Data: 21 febbraio

#### Combinata
| Pos. | Atleta             | Nazione |
| ---- | ------------------ | ------- |
| 1    | Anton Steiner      | Austria |
| 2    | Wolfram Ortner     | Austria |
| 3    | Ernst Riedlsperger | Austria |

Data: 17-21 febbraio

Classifica stilata attraverso i piazzamenti ottenuti
in discesa libera, slalom gigante e slalom speciale

### Donne

#### Discesa libera
| Pos. | Atleta            | Nazione |
| ---- | ----------------- | ------- |
| 1    | Lea Sölkner       | Austria |
| 2    | Sieglinde Winkler | Austria |
| 3    | Huberta Wolf      | Austria |

Data: 17 febbraio

#### Slalom gigante
| Pos. | Atleta           | Nazione |
| ---- | ---------------- | ------- |
| 1    | Anni Kronbichler | Austria |
| 2    | Roswitha Steiner | Austria |
| 3    | Karin Buder      | Austria |

Data: 19 febbraio

#### Slalom speciale
| Pos. | Atleta           | Nazione |
| ---- | ---------------- | ------- |
| 1    | Rosi Aschenwald  | Austria |
| 2    | Ingrid Eberle    | Austria |
| 3    | Roswitha Steiner | Austria |

Data: 18 febbraio

#### Combinata
| Pos. | Atleta            | Nazione |
| ---- | ----------------- | ------- |
| 1    | Ingrid Eberle     | Austria |
| 2    | Lea Sölkner       | Austria |
| 3    | Sieglinde Winkler | Austria |

Data: 17-19 febbraio

Classifica stilata attraverso i piazzamenti ottenuti
in discesa libera, slalom gigante e slalom speciale